# Assaradão
Assaradão, também escrito Essaradão, Esaradão, Esar-Hadom e Assuradão (em acádio: ; romaniz.: Aššur-aḫa-iddina; lit.  "Assur me deu um irmão"; em grego: Ασαραδδων; romaniz.: Asaraddon), foi o rei do Império Neoassírio desde a morte de seu pai Senaqueribe em 681 a.C. até sua própria morte em 669 a.C.. O terceiro rei da dinastia sargônida, Assaradão é mais famoso por sua conquista do Egito em 671 a.C., o que tornou seu império o maior que o mundo já viu, e para sua reconstrução da Babilônia, que havia sido destruída por seu pai.
Depois que o filho mais velho e herdeiro de Senaqueribe, Assurnadinsumi, foi capturado e presumivelmente executado em 694 a.C., o novo herdeiro foi originalmente o segundo filho mais velho, Adrameleque, mas em 684 a.C., Assaradão, um filho mais novo, foi nomeado em seu lugar. Irritados com esta decisão, Adrameleque e outro irmão, Sarezer, assassinaram seu pai em 681 a.C. e planejaram tomar o trono assírio. O assassinato, e as aspirações de Adrameleque de se tornar rei, dificultaram a ascensão de Assaradão ao trono, e ele primeiro teve que derrotar seus irmãos em uma guerra civil de seis semanas.
A tentativa de golpe de seus irmãos foi inesperada e problemática para Assaradão e ele seria atormentado pela paranoia e desconfiança por seus oficiais, governadores e membros da família do sexo masculino até o final de seu reinado. Como resultado dessa paranoia, a maioria dos palácios usados por Assaradão eram fortificações de alta segurança localizadas fora dos grandes centros populacionais das cidades. Talvez também devido à desconfiança de seus parentes do sexo masculino, as parentes de Assaradão, como sua mãe Naquia e sua filha Seruaeterate, tiveram permissão para exercer consideravelmente mais influência e poder político durante seu reinado do que as mulheres em qualquer período anterior período da história assíria.
Apesar de um reinado relativamente curto e difícil, e sendo atormentado por paranoia, depressão e doenças constantes, Assaradão permanece reconhecido como um dos maiores e mais bem-sucedidos reis assírios. Ele rapidamente derrotou seus irmãos em 681 a.C., concluiu projetos de construção ambiciosos e em grande escala na Assíria e na Babilônia, fez campanha com sucesso na Média, na Península Arábica, na Anatólia, no Cáucaso e no Levante, derrotou e conquistou o Baixo Egito e garantiu uma transição pacífica de poder para seus dois herdeiros Assurbanípal e Samassumuquim após sua morte.

## Antecedentes

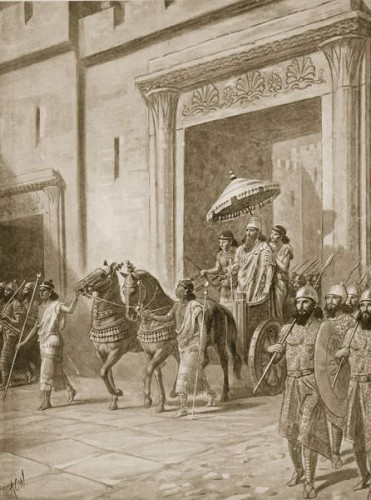
O Reconhecimento de Assaradão como Rei em Nínive, ilustração de A. C. Weatherstone para a História das Nações de Hutchinson (1915)..

Embora Assaradão tenha sido o príncipe herdeiro da Assíria por três anos e o herdeiro designado do rei Senaqueribe, com todo o império tendo jurado apoiá-lo, foi apenas com grande dificuldade que ele ascendeu com sucesso ao trono assírio.
A primeira escolha de Senaqueribe como sucessor foi seu filho mais velho, Assurnadinsumi, que ele indicou como governante da Babilônia por volta de 700 a.C.. Pouco tempo depois, Senaqueribe atacou a terra de Elão (atual sul do Irã) para derrotar alguns rebeldes caldeus que haviam fugido para lá. Em resposta a este ataque, os elamitas invadiram o sul do império de Senaqueribe e em 694 a.C. capturaram Assurnadinsumi na cidade de Sipar. O príncipe foi levado de volta para Elão e provavelmente executado.
Após a suposta morte de Assurnadinsumi, Senaqueribe elevou seu segundo filho sobrevivente mais velho, Adrameleque, como príncipe herdeiro. Depois de vários anos como príncipe herdeiro, Adrameleque foi substituído como herdeiro por Assaradão em 684 a.C.. A razão para a repentina demissão de Adrameleque da posição de destaque é desconhecida, mas é claro que ele ficou muito desapontado. Assaradão descreveu a reação de seus irmãos à sua nomeação como herdeiro em uma inscrição posterior:

Dos meus irmãos mais velhos, o irmão mais novo era eu. Mas por decreto [dos deuses] Assur e Samas, Bel e Nabu, meu pai me exaltou, em meio a uma reunião de meus irmãos, ele perguntou a Samas, "este é meu herdeiro?" e os deuses responderam, "ele é o seu segundo eu".
E então meus irmãos ficaram loucos. Eles desembainharam suas espadas, sem Deus, no meio de Nínive. Mas Assur, Samas, Bel, Nabu, Istar, todos os deuses olharam com raiva para os feitos desses canalhas, trouxeram sua força à fraqueza e os humilharam abaixo de mim.
Adrameleque foi forçado a jurar lealdade a Assaradão por seu pai, mas repetidamente apelou a Senaqueribe para aceitá-lo novamente como herdeiro. Esses apelos não foram bem-sucedidos e Senaqueribe percebeu que a situação estava tensa, então mandou Assaradão para o exílio nas províncias ocidentais para sua própria proteção. Assaradão estava descontente com seu exílio e culpou seus irmãos por isso, descrevendo-o com as seguintes palavras:

Fofoca maliciosa, calúnia e falsidade que eles [isto é, os irmãos de Assaradão] teceram ao meu redor de uma forma ímpia, mentiras e insinceridade. Eles tramaram o mal nas minhas costas. Contra a vontade dos deuses, eles afastaram de mim o coração bem disposto de meu pai, embora em segredo seu coração estivesse afetado pela compaixão e ele ainda pretendesse que eu exercesse o reinado.
Embora Senaqueribe tivesse previsto o perigo de manter Assaradão perto de seus irmãos ambiciosos, ele não previu os perigos para sua própria vida. Em 20 de outubro de 681 a.C., Adrameleque e outro dos filhos de Senaqueribe, Sarezer, atacaram e mataram seu pai em um dos templos de Nínive. No entanto, os sonhos de Adrameleque de reivindicar o trono seriam destruídos. O assassinato de Senaqueribe causou algum atrito entre Adrameleque e seus partidários, o que atrasou uma coroação potencial e, entretanto, Assaradão havia levantado um exército. Com este exército em suas costas, ele encontrou um exército criado por seus irmãos em Hanigalbate, uma região nas partes ocidentais do império, onde a maioria dos soldados abandonou seus irmãos para se juntar a ele e os generais inimigos fugiram. Ele então marchou sobre Nínive sem oposição.
Seis semanas após a morte de seu pai, ele foi aceito e reconhecido como o novo rei assírio em Nínive. Pouco depois de assumir o trono, Assaradão fez questão de executar todos os conspiradores e inimigos políticos em que pudesse colocar as mãos, incluindo as famílias de seus irmãos. Todos os servos envolvidos com a segurança do palácio real em Nínive foram "demitidos" (isto é, executados). Adrameleque e Sarezer sobreviveram a esse expurgo porque fugiram como exilados para o reino do norte de Urartu. As menções frequentes de Adrameleque e outros irmãos de Assaradão em suas inscrições indicam que ele ficou surpreso e incomodado com suas ações. A inscrição do próprio Assaradão narrando sua entrada em Nínive e seu expurgo daqueles que apoiavam a conspiração é o seguinte:
Entrei em Nínive, minha cidade real, com alegria, e tomei meu assento no trono de meu pai em segurança. O vento sul soprou, o sopro de Ea, o vento cujo sopro é favorável ao exercício da realeza. Lá me aguardavam sinais favoráveis no céu e na terra, uma mensagem dos adivinhos, notícias dos deuses e deusas. Continuamente [parte faltando] e dei coragem ao meu coração.
Os soldados, os rebeldes que fomentaram a conspiração para tomar o governo da Assíria para meus irmãos, suas fileiras eu examinei até o último homem e impus uma penalidade pesada sobre eles, destruí sua semente

## Reinado

### Paranoia

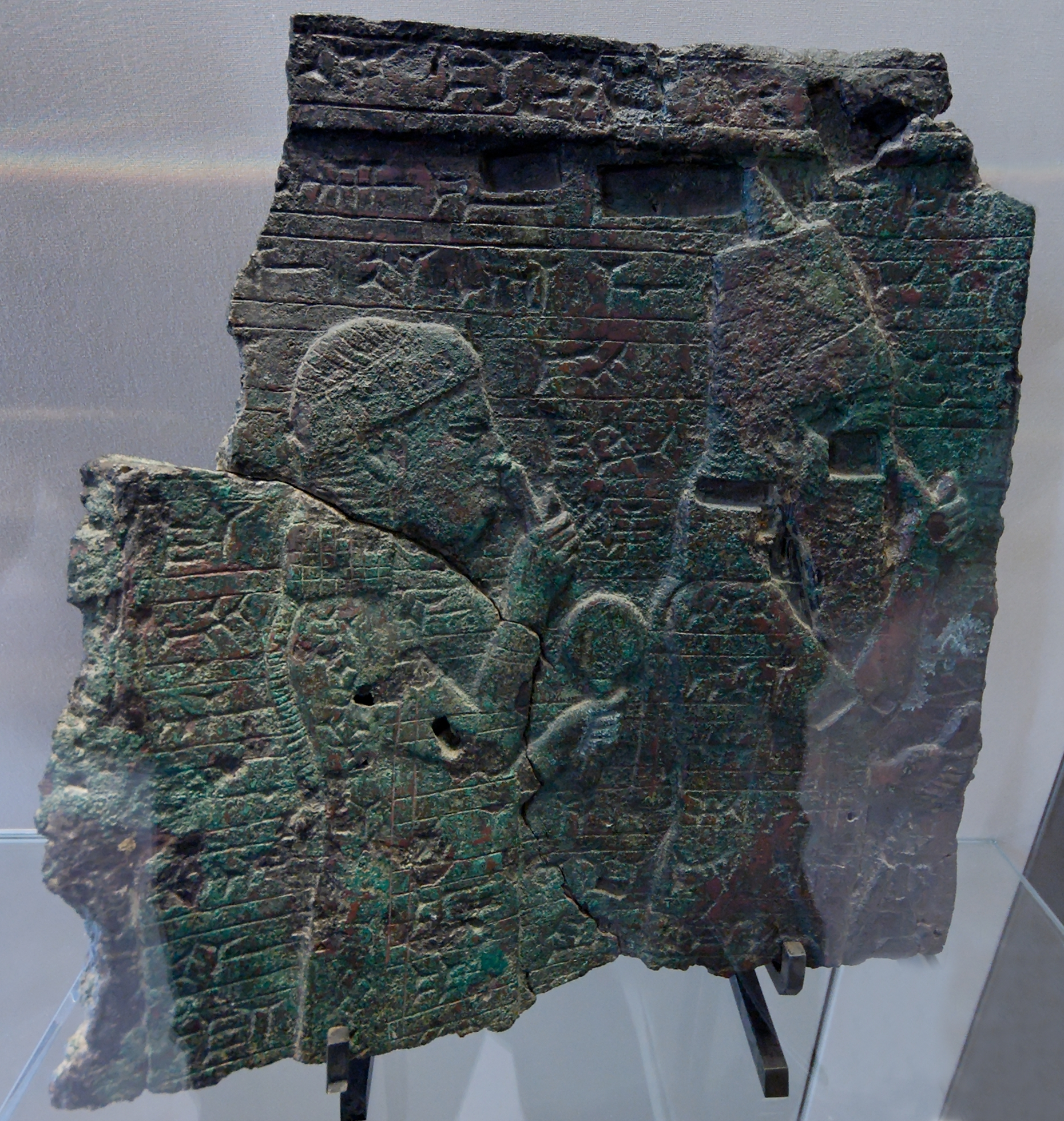
Relevo no Louvre representando Assaradão (à direita) e sua mãe Naquia (à esquerda). Possivelmente como resultado de sua desconfiança em seus parentes do sexo masculino, as mulheres da família real tiveram maior influência política e poder durante o reinado de Assaradão do que em qualquer período anterior da história da Assíria.

Como resultado de sua tumultuada ascensão ao trono, Assaradão desconfiava de seus servos, vassalos e familiares. Ele freqüentemente buscava o conselho de oráculos e sacerdotes sobre se algum de seus parentes ou oficiais desejava prejudicá-lo. Embora altamente desconfiado de seus parentes do sexo masculino, Assaradão parece não ter sido paranoico em relação a seus parentes do sexo feminino. Durante seu reinado, sua esposa Esar-Hamate, sua mãe Naquia e sua filha Seruaeterate exerceram consideravelmente mais influência e poder político do que as mulheres durante as primeiras partes da história assíria.
A paranoia de Assaradão também se refletiu no lugar onde ele escolheu morar. Uma de suas residências principais era um palácio na cidade de Ninrude originalmente construído como um arsenal por seu predecessor Salmanaser III (r. 859–824 a.C.) quase duzentos anos antes. Em vez de ocupar um lugar central e visível dentro do centro cúltico e administrativo da cidade, este palácio estava localizado em seus arredores em um monte separado que o tornava bem protegido. Entre 676 e 672 a.C., o palácio foi fortalecido com seus portões sendo modificados em fortificações inexpugnáveis que poderiam isolar todo o edifício da cidade. Se essas entradas estivessem fechadas, a única maneira de entrar no palácio seria por um caminho íngreme e estreito protegido por várias portas fortes. Um palácio semelhante, também localizado em um monte separado longe do centro da cidade, foi construído em Nínive.
Todos os reis assírios são conhecidos por terem buscado a orientação do deus-sol Samas (que foi obtido através da interpretação do que era percebido como sinais dos deuses) para aconselhamento em questões políticas e militares, como quem nomear para uma determinada posição ou se uma campanha militar planejada seria bem-sucedida. As dúvidas sobre a possibilidade de traição são conhecidas apenas a partir do reinado de Assaradão.
A maioria dos estudiosos classificou Assaradão como paranoico, alguns indo ao ponto de sugerir que ele desenvolveu transtorno de personalidade paranoide após o assassinato de seu pai. Outros estudiosos se abstiveram de usar esse rótulo, em vez disso simplesmente caracterizando-o como "desconfiado" e observando que a paranoia é "por definição delirante e irracional", enquanto Esarhaddon provavelmente teve muitos oponentes e inimigos reais.

### Reconstrução da Babilônia

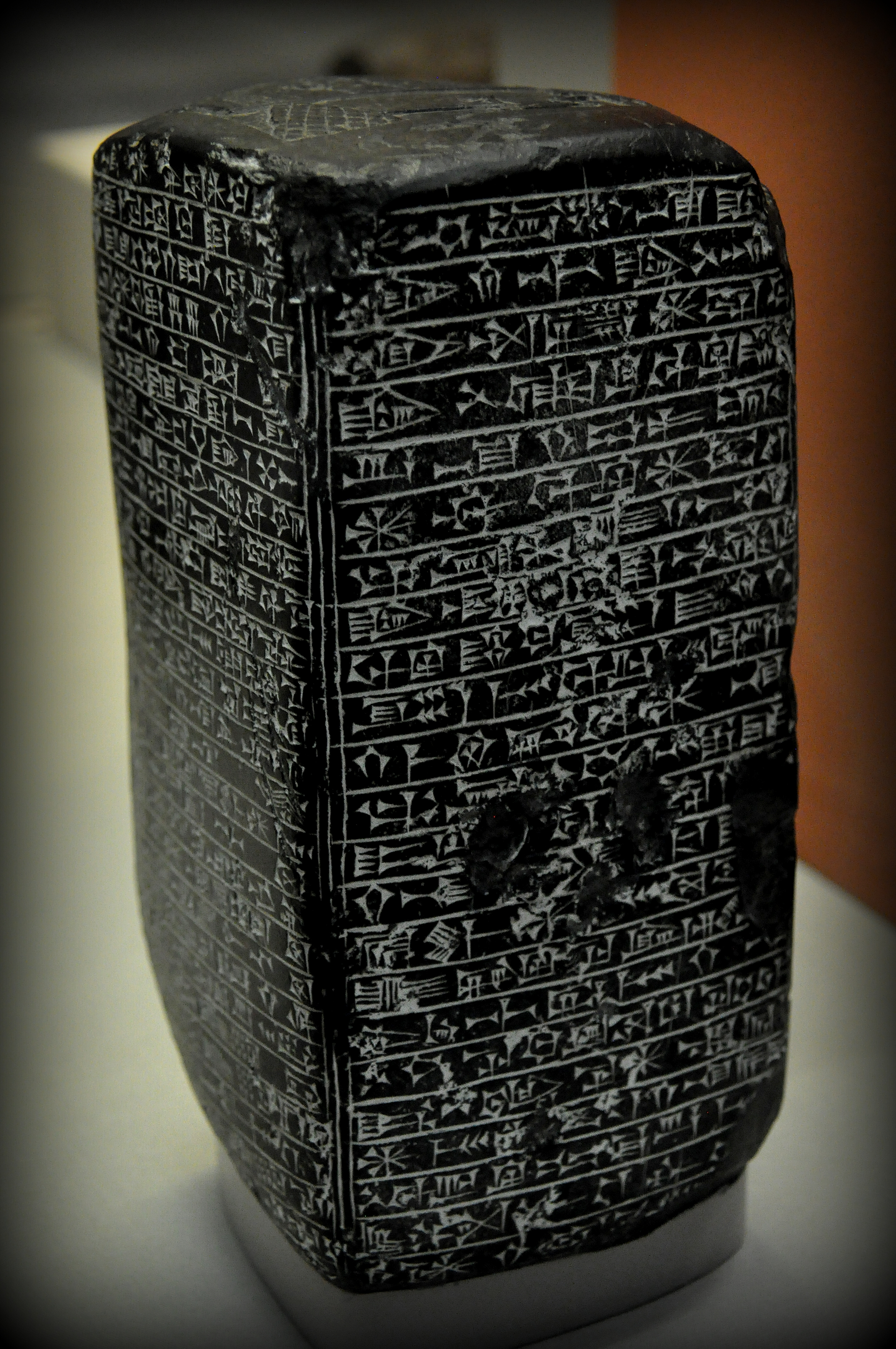
Monumento de basalto negro de Assaradão em cuneiforme suméro-acádio tradicional, que narra sua restauração da Babilônia. Cerca de. Exibido no Museu Britânico, BM 91027.

Assaradão desejava garantir o apoio dos habitantes da Babilônia, a parte sul de seu império. Para este fim, o rei patrocinou projetos de construção e restauração em todo o sul em uma extensão muito maior do que qualquer de seus antecessores. A Babilônia havia se tornado parte do Império Assírio há relativamente pouco tempo, tendo sido governada por reis nativos como vassalos dos assírios até sua conquista e anexação pelo rei assírio Tiglate-Pileser III no século anterior. Por meio de seu programa de construção, Assaradão provavelmente esperava mostrar os benefícios de continuar o domínio assírio na região e que pretendia governar a Babilônia com o mesmo cuidado e generosidade de um rei babilônico nativo.
A cidade de Babilônia, que deu seu nome a Babilônia, foi o centro político e religioso do sul da Mesopotâmia por mais de mil anos. Em um esforço para reprimir as aspirações babilônicas de independência, a cidade foi arrasada pelo pai de Assaradão em 689 a.C., e a estátua de Bel (também conhecida como Marduque), a divindade padroeira da cidade, foi levada para o interior do território assírio. A restauração da cidade, anunciada por Assaradão em 680 a.C., tornou-se um de seus projetos mais importantes.
Durante o reinado de Assaradão, relatórios dos oficiais que o rei designou para supervisionar a reconstrução falam do grande escopo do projeto de construção. A ambiciosa restauração da cidade envolveu a remoção da grande quantidade de destroços deixados desde a destruição da cidade por Senaqueribe, o reassentamento de muitos babilônios que a essa altura estavam escravizados ou espalhados pelo império, a reconstrução da maioria dos edifícios, a restauração do grande complexo de templos dedicados a Bel, conhecido como Esagila, e o enorme complexo de zigurates chamado Etemenanqui, bem como a restauração das duas paredes internas da cidade. O projeto foi importante não só porque ilustrou a boa vontade para com o povo babilônico, mas também porque permitiu que Assaradão assumisse uma das características essenciais que os babilônios investiam na realeza. Enquanto o rei da Assíria era geralmente considerado uma figura militar, o rei da Babilônia era idealmente um construtor e restaurador, principalmente de templos. Com cuidado para não se associar com a destruição da cidade, ele apenas se refere a si mesmo como um rei "ordenado pelos deuses" em suas inscrições na Babilônia, mencionando apenas Senaqueribe em suas inscrições no norte e culpando a destruição da cidade, não a sua pai, mas na Babilônia "ofendendo seus deuses". Escrevendo sobre sua reconstrução da Babilônia, Assaradão afirma o seguinte:
Grande rei, poderoso monarca, senhor de todos, rei da terra de Assur, governante da Babilônia, pastor fiel, amado de Marduque, senhor dos senhores, líder zeloso, amado pelo consorte de Marduque Zurpanitum, humilde, obediente, cheio de elogios por seus força e pasmo desde seus primeiros dias na presença de sua grandeza divina [sou eu, Assaradão]. Quando no reinado de um rei anterior houve maus presságios, a cidade ofendeu seus deuses e foi destruída sob seu comando. Fui eu, Assaradão, quem eles escolheram para restaurar tudo ao seu devido lugar, para acalmar sua raiva, para aplacar sua ira. Você, Marduque, confiou a mim a proteção da terra de Assur. Enquanto isso, os Deuses da Babilônia me disseram para reconstruir seus santuários e renovar as práticas religiosas adequadas de seu palácio, Esagila. Chamei todos os meus trabalhadores e alistei todo o povo da Babilônia. Eu os coloquei para trabalhar, cavando o solo e carregando a terra em cestos.

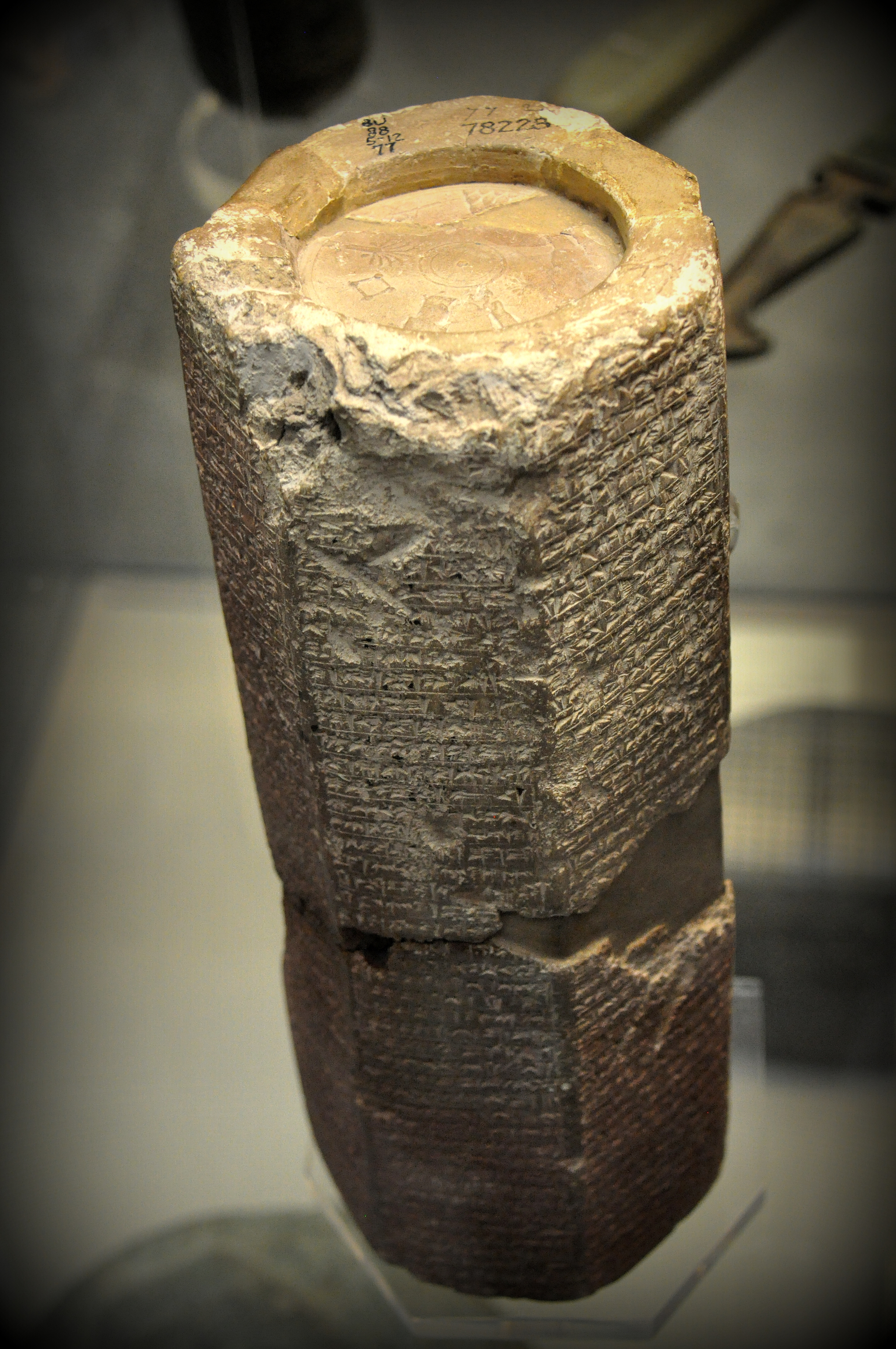
Registro de terracota da restauração da Babilônia por Assaradão. Cerca de. Exibido no Museu Britânico.

Assaradão reconstruiu com sucesso os portões da cidade, ameias, drenos, pátios, santuários e vários outros edifícios e estruturas. Grande cuidado foi tomado durante a reconstrução do Esagila, depositando pedras preciosas, óleos aromáticos e perfumes em suas fundações. Metais preciosos foram escolhidos para cobrir as portas do templo e o pedestal que abrigaria a estátua de Bel foi construído em ouro. Um relatório do governador Assaradão instalado na Babilônia confirma que a reconstrução foi muito bem recebida pelos babilônios:
Eu entrei na Babilônia. Os babilônios me receberam gentilmente, e diariamente eles abençoaram o rei, dizendo: "o que foi tomado e saqueado da Babilônia, ele voltou" e de Sipar a Babemarrate os chefes dos caldeus abençoaram o rei, dizendo: "(é ele) que reassentou (o povo) da Babilônia”.

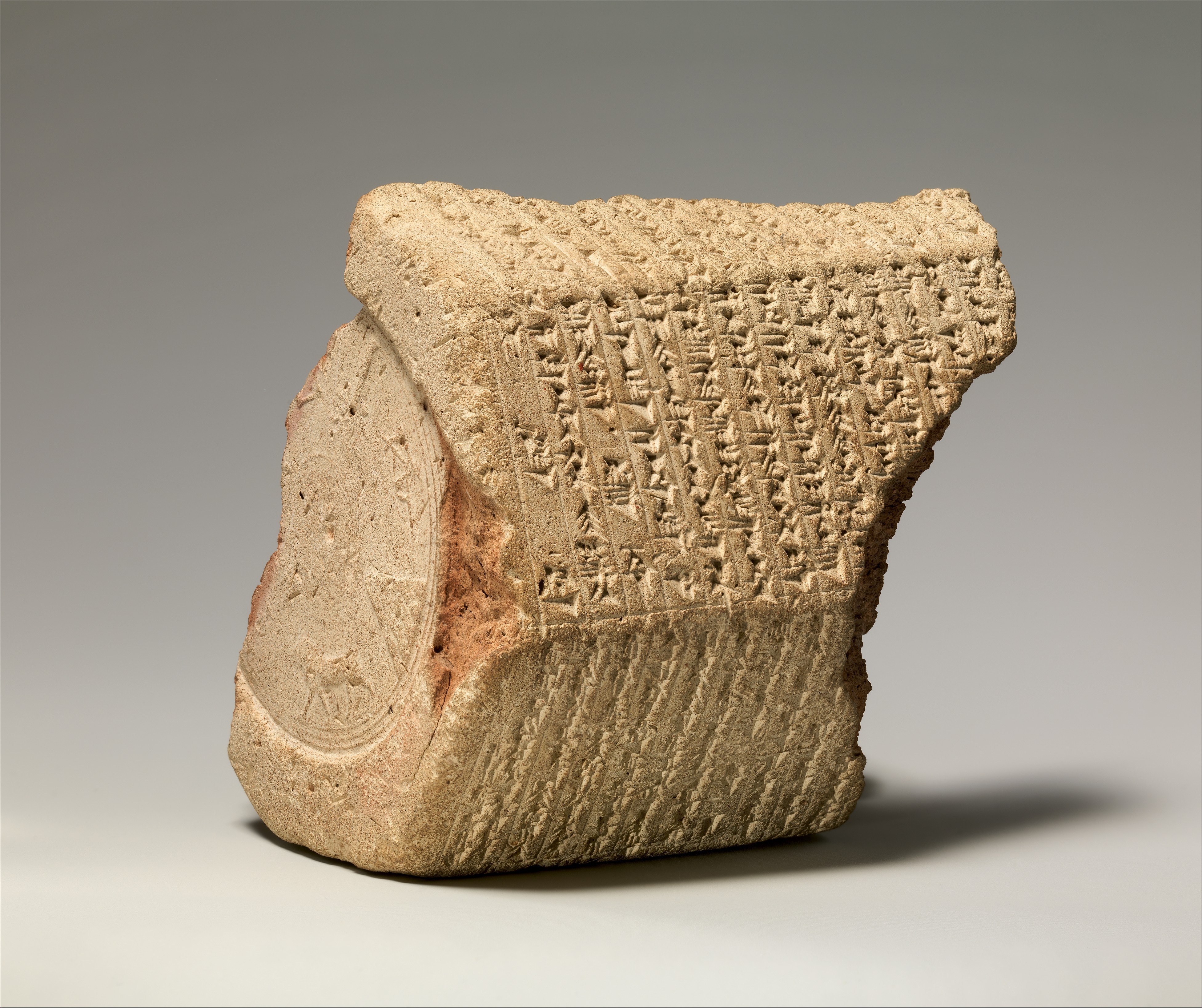
Outro registro de argila da restauração da Babilônia por Assaradão. Exibido no Museu Metropolitano de Arte.

A reconstrução da cidade não foi concluída durante a vida de Assaradão e muito trabalho também foi feito durante o reinado de seus sucessores. Exatamente quanto da reconstrução foi feito durante o reinado de Assaradão é incerto, mas pedras com suas inscrições foram encontradas nas ruínas dos templos da cidade, sugerindo que uma quantidade substancial de trabalho foi concluída. É provável que Assaradão tenha cumprido a maioria de seus objetivos de restauração, incluindo a restauração quase completa de Esagila e Etemenanqui, com a possível exceção das muralhas da cidade, que provavelmente foram totalmente restauradas por seu sucessor.
Assaradão também patrocinou programas de restauração em outras cidades do sul. Em seu primeiro ano de reinado, Assaradão devolveu as estátuas de vários deuses do sul que haviam sido capturados em guerras e mantidos na Assíria. Desde a destruição da cidade por Senaqueribe, a estátua de Bel, junto com as estátuas de várias outras divindades babilônicas tradicionais, foi mantida na cidade de Issete, no nordeste da Assíria. Embora a estátua de Bel tenha permanecido na Assíria, estátuas de outros deuses foram devolvidas às cidades de Der, Humumia e Sipararuru. Nos anos que se seguiram, as estátuas também foram devolvidas às cidades de Larsa e Uruque. Como havia feito na Babilônia, Assaradão também limpou os destroços em Uruque e consertou o templo de Eana da cidade, dedicado à deusa Istar. Projetos semelhantes de restauração em pequena escala foram realizados nas cidades de Nipur, Borsipa e Acádia.
Por causa dos extensos projetos de construção de Assaradão no sul e seus esforços para se vincular à tradição real da Babilônia, alguns estudiosos o descreveram como o "rei babilônico da Assíria", mas tal visão pode representar erroneamente os esforços reais do rei. Assaradão era rei da Assíria e da Babilônia e sua base militar e política permaneceu no norte, assim como seus antecessores. Embora seus projetos de construção no sul fossem impressionantes, ambiciosos e sem precedentes, ele também concluiu projetos no coração da Assíria, embora não fossem tão cívicos quanto os da Babilônia. Na Assíria, Assaradão construiu e restaurou templos, mas também trabalhou em palácios e fortificações militares.
Possivelmente, a fim de assegurar ao povo assírio que seus projetos no sul seriam combinados com projetos de igual proporção no norte, Assaradão garantiu que fossem feitos reparos no templo de Esarra em Assur, um dos principais templos do norte da Mesopotâmia. Projetos semelhantes foram realizados para templos na capital assíria, Nínive, e na cidade de Arbela. Embora os projetos de construção de templos conduzidos no sul fossem combinados com os projetos de construção de templos no norte, a priorização de Assaradão da Assíria sobre a Babilônia é evidente a partir dos vários projetos de construção administrativos e militares realizados no norte e a completa falta de tais projetos no sul.

### Campanhas militares

Mapa político da fronteira norte (roxa) da Assíria, de 680 a. Urartu (amarelo) foi um dos principais rivais de Assaradão.

Vassalos que esperavam usar o clima político instável na Assíria para se libertarem, talvez acreditando que o novo rei ainda não havia consolidado sua posição bem o suficiente para detê-los, e potências estrangeiras ansiosas para expandir seu território logo perceberam isso (apesar da desconfiança de Assaradão) os governadores e soldados da Assíria apoiaram totalmente o novo rei. Duas das principais ameaças à Assíria foram o reino de Urartu sob o rei Rusa II no norte, um inimigo jurado da Assíria que ainda abrigava seus irmãos, e os cimérios, uma tribo nômade que estava assediando suas fronteiras ocidentais.
Assaradão aliou-se aos nômades citas, famosos por sua cavalaria, para dissuadir os cimérios de atacar, mas não parece ter ajudado. Em 679 a.C., os cimérios invadiram as províncias mais ocidentais do império e em 676 a.C. eles haviam penetrado ainda mais no império de Esarhaddon, destruindo templos e cidades no caminho. Para impedir essa invasão, Assaradão liderou pessoalmente seus soldados na batalha na Cilícia e repeliu com sucesso os cimérios. Em suas inscrições, Assaradão afirma ter matado pessoalmente o rei cimério Teuspa.
Enquanto a invasão ciméria estava em andamento, um dos vassalos de Assaradão no Levante, a cidade de Sidom, se rebelou contra seu governo. Sidom havia sido conquistado recentemente pela Assíria, tendo sido feito vassalo pelo pai de Assaradão em 701 a.C.. Assaradão marchou com seu exército ao longo da costa do Mediterrâneo e capturou a cidade rebelde em 677 a.C., mas seu rei, Abdi-Milcuti, escapou de barco. Ele foi capturado e executado um ano depois, o mesmo ano em que Assaradão derrotou decisivamente os cimérios. Outro rei vassalo rebelde, Sanduarri de "Cundu e Sissu" (locais prováveis na Cilícia), também foi derrotado e executado. Para celebrar sua vitória, Esarhaddon pendurou as cabeças dos dois reis vassalos no pescoço de seus nobres, que desfilaram ao redor de Nínive. Sidom foi reduzida a uma província assíria e duas cidades que estavam sob o controle do rei sidônio foram presenteadas a outro rei vassalo, Baal de Tiro. Assaradão discute sua vitória sobre Sidom em uma inscrição contemporânea:
Abdi-Milcuti, rei de Sidom, que não temeu minha majestade, não deu ouvidos à palavra de meus lábios, que confiou no mar terrível e rejeitou meu jugo – Sidom, sua cidade-guarnição, que fica no meio do mar [porção faltando]
Como um peixe, eu o peguei do mar e cortei sua cabeça. Sua esposa, seus filhos, o povo de seu palácio, propriedades e bens, pedras preciosas, roupas de lã e linho coloridas, bordo e buxo, todos os tipos de tesouros de seu palácio, em grande abundância, eu carreguei. Seus vastos povos – não havia como contá-los, gado, ovelhas e jumentos, em grande número, transportei para a Assíria.

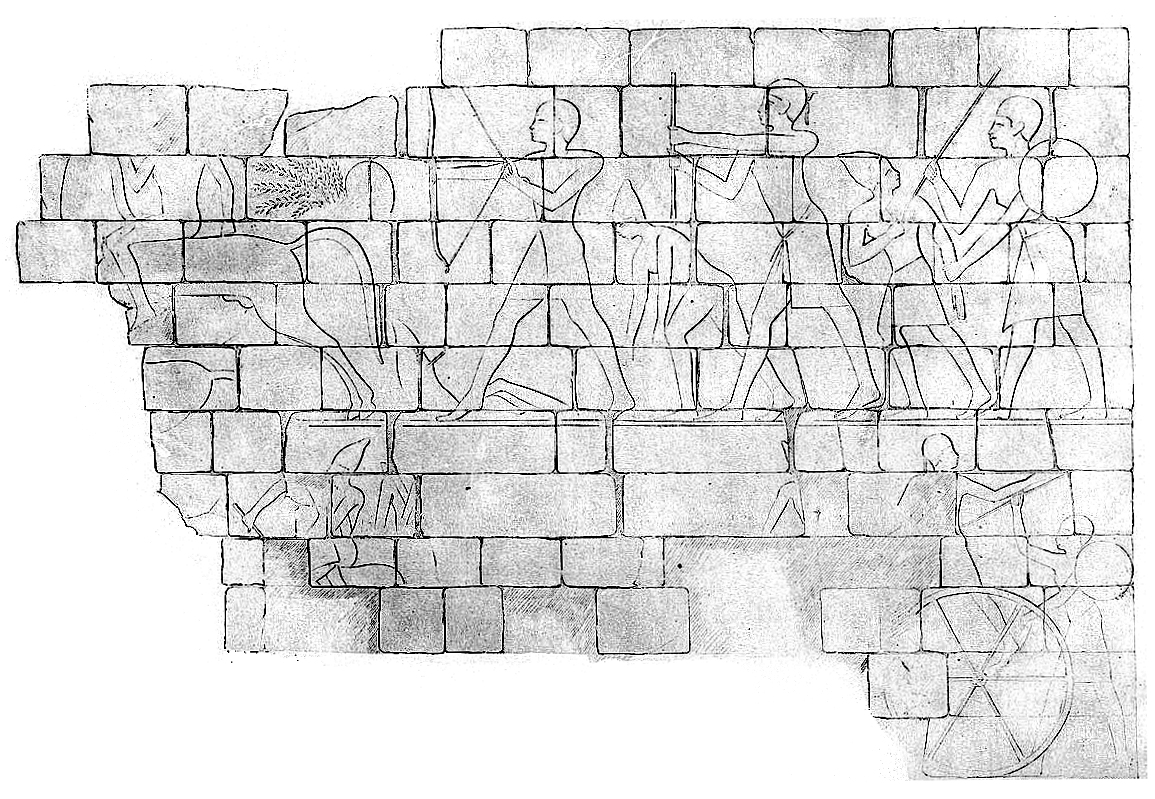
Relevo do Templo de Amom, Gebel Barquel, mostrando os cuxitas derrotando os assírios

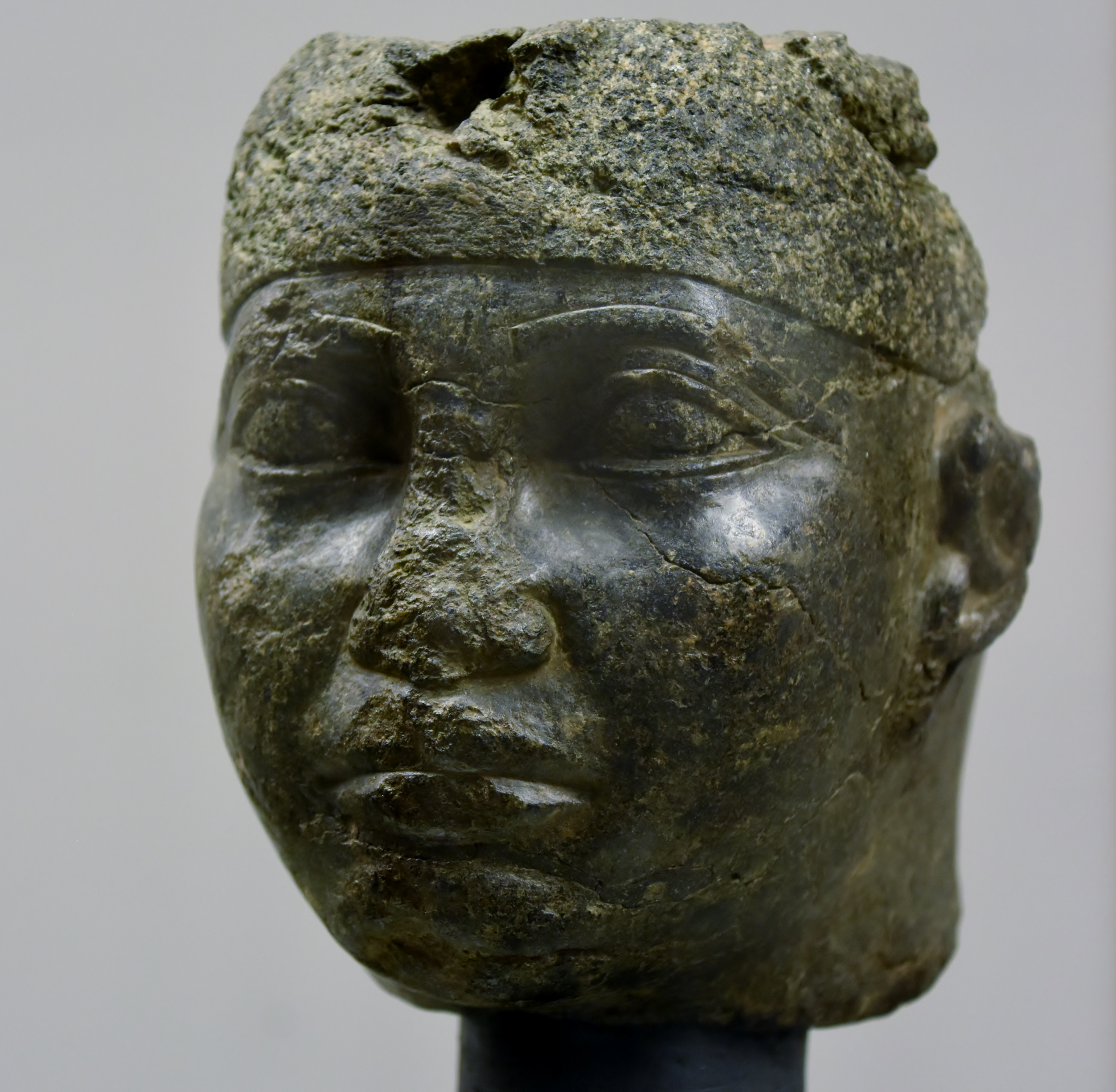
O "faraó negro" Taraca do Egito era um inimigo recorrente de Assaradão, derrotando sua invasão planejada do Egito em e por sua vez sendo derrotado por Assaradão em. Ny Carlsberg Glyptotek, Copenhaga.

Depois de lidar com os problemas em Sidom e Cilícia, Assaradão voltou sua atenção para Urartu. No início, ele atacou os maneanos, um povo aliado de Urartu, mas em 673 a.C. ele estava em guerra abertamente com o próprio reino de Urartu. Como parte desta guerra, Esarhaddon atacou e conquistou o reino de Supria, um reino vassalo de Urartu, cuja capital Ubumu estava localizada às margens do Lago de Vã. O casus belli do rei desta invasão foi a recusa do rei de Supria em entregar refugiados políticos da Assíria (possivelmente alguns dos conspiradores por trás da morte de Senaqueribe) e embora o rei de Supria tivesse concordado em entregar os refugiados após uma longa série de cartas, Assaradão considerou que isso o levou muito tempo para ceder. Os assírios tomaram e saquearam a cidade depois que os defensores tentaram queimar as armas de cerco assírias e os incêndios se espalharam por Ubumu. Os refugiados políticos foram capturados e executados. Alguns criminosos de Urartu, que o rei supriano se recusou a entregar ao rei de Urartu, foram capturados e enviados a Urartu, talvez para melhorar as relações. Ubumu foi reparado, renomeado e anexado, com dois eunucos sendo nomeados como seus governadores.
Em 675 a.C., os elamitas invadiram a Babilônia e capturaram a cidade de Sipar. O exército assírio estava ausente na época, fazendo campanha na Anatólia, e foi forçado a abandonar essa campanha para defender as províncias do sul. Pouco está registrado sobre este conflito e como a queda de Sipar foi uma vergonha, não é mencionado por Assaradão em nenhuma de suas inscrições. Pouco depois de capturar Sipar, o rei elamita Humbã-Altas II morreu, o que deixou o novo rei elamita, Urtaque, em uma posição ruim. Para restaurar as relações com a Assíria e evitar novos conflitos, Urtaque abandonou a invasão e devolveu algumas estátuas de deuses que os elamitas haviam roubado. Os dois monarcas fizeram uma aliança e trocaram filhos para serem criados nas cortes um do outro.
Perto do final do sétimo ano de Assaradão no trono, no inverno de 673 a.C., o rei invadiu o Egito. Essa invasão, que apenas algumas fontes assírias discutem, terminou no que alguns estudiosos presumiram ter sido uma das piores derrotas da Assíria. Os egípcios haviam patrocinado rebeldes e dissidentes por anos na Assíria e Assaradão esperava invadir o Egito e derrotar esse rival de uma só vez. Porque Assaradão marcharam seu exército em grande velocidade, os assírios estavam esgotados, uma vez que chegou fora da cidade egípcia-controlada de Asquelom, onde foram derrotados pelo faraó cuxita Taraca. Após esta derrota, Assaradão abandonou seu plano de conquistar o Egito por um momento e retirou-se para Nínive.

### Deterioração da saúde e depressão
Na época da primeira invasão fracassada de Assaradão ao Egito em 673 a.C., tornou-se evidente que a saúde do rei estava se deteriorando. Isso representava um problema, pois um dos principais requisitos para ser o rei assírio era ter saúde física e mental perfeita. O rei estava constantemente sofrendo de alguma doença e muitas vezes passava dias em seus aposentos sem comida, bebida e contato humano. A morte de Esar-Hamate, sua amada esposa, naquele mesmo ano, provavelmente não melhorou sua condição. Os documentos judiciais sobreviventes apontam de forma esmagadora para Assaradão muitas vezes triste. A morte de sua esposa e de seu filho recém-nascido deixou Assaradão deprimido. Isso pode ser visto claramente nas cartas escritas pelo exorcista-chefe do rei, Adadesumusur, o homem que era o principal responsável pelo bem-estar de Assaradão. Uma dessas cartas diz:

Quanto ao que o rei, meu senhor, me escreveu: "Estou muito triste; como agimos para ficar tão deprimido por causa deste meu pequenino?" Se fosse curável, você teria dado metade do seu reino para curá-lo! Mas o que nós podemos fazer? Ó rei, meu senhor, é algo que não pode ser feito.
Notas e cartas preservadas daqueles na corte real, incluindo os médicos de Assaradão, descrevem sua condição com alguns detalhes, discutindo vômitos violentos, febre constante, sangramento nasal, tontura, dores de ouvido dolorosas, diarreia e depressão. O rei muitas vezes temia que sua morte estivesse próxima, e sua condição seria evidente para qualquer um que o visse, visto que ele foi afetado por uma erupção cutânea permanente que cobria a maior parte de seu corpo, incluindo seu rosto. Os médicos, provavelmente os melhores da Assíria, ficaram perplexos e acabaram tendo que confessar que eram impotentes para ajudá-lo. Isso está claramente expresso em suas cartas, como as seguintes:

Meu senhor, o rei, fica me dizendo: "Por que você não identifica a natureza da minha doença e não encontra uma cura?" Como já disse ao rei pessoalmente, seus sintomas não podem ser classificados.
Visto que os assírios viam a doença como um castigo divino, um rei doente seria visto como uma indicação de que os deuses não o apoiavam. Por causa disso, a saúde precária de Assaradão teve que ser escondida de seus súditos a todo custo. O fato de seus súditos permanecerem inconscientes foi garantido pela antiga tradição real da Assíria que qualquer um que se aproximasse do rei deveria estar de joelhos e usando véu.

### Antecedência da sucessão
Vendo que ele mesmo só havia adquirido o trono assírio com grande dificuldade, Assaradão deu vários passos a fim de assegurar que a transição de poder após sua própria morte fosse suave e pacífica. Um tratado concluído entre Assaradão e seu vassalo Ramataia, o governante de um reino medo no leste chamado Uracazabarna em c. 672 a.C. deixa claro que todos os filhos de Assaradão ainda eram menores na época, o que era problemático. O mesmo tratado também mostra que Assaradão estava preocupado que pudesse haver várias facções que poderiam se opor à ascensão de seu sucessor ao trono após sua morte, listando forças opostas em potencial como irmãos, tios e primos de seu sucessor e até mesmo "descendentes da antiga realeza" e "um dos chefes ou governadores da Assíria".
Isso indica que pelo menos alguns dos irmãos de Assaradão ainda estavam vivos neste ponto e que eles ou seus filhos poderiam representar ameaças aos seus próprios filhos. A menção de "descendentes da antiga realeza" pode aludir ao fato de que o avô de Assaradão, Sargão II, adquiriu o trono assírio por meio de usurpação e pode não ter sido relacionado a nenhum rei assírio anterior. É possível que descendentes de reis anteriores ainda estivessem vivos e em posição de reivindicar o trono assírio.
Para evitar uma guerra civil após sua morte, Assaradão nomeou seu filho mais velho Sinadinapli como príncipe herdeiro em 674 a.C., mas ele morreu apenas dois anos depois, novamente ameaçando uma crise de sucessão. Desta vez, Assaradão nomeou dois príncipes herdeiros; seu filho mais velho vivo, Samassumuquim, foi escolhido como herdeiro da Babilônia, enquanto um filho mais novo, Assurbanípal, foi escolhido como herdeiro da Assíria. Os dois príncipes chegaram à capital de Nínive juntos e participaram de uma celebração com representantes estrangeiros e nobres e soldados assírios. Promover um de seus filhos como herdeiro da Assíria e outro como herdeiro da Babilônia era uma ideia nova, nas últimas décadas o rei assírio tinha sido simultaneamente o rei da Babilônia.
A escolha de nomear um filho mais novo como príncipe herdeiro da Assíria, que era claramente o título principal de Assaradão, e um filho mais velho como príncipe herdeiro da Babilônia pode ser explicada pelas mães dos dois filhos. Embora a mãe de Assurbanipal fosse provavelmente de origem assíria, Samassumuquim era filho de uma mulher da Babilônia (embora isso seja incerto, Assurbanípal e Samassumuquim podem ter compartilhado a mesma mãe) o que provavelmente teria consequências problemáticas se Samassumuquim ascendesse ao trono assírio. Como Assubanípal era o próximo filho mais velho, ele era o candidato superior ao trono. Assaradão provavelmente presumiu que os babilônios ficariam contentes com alguém de herança babilônica como seu rei e, como tal, colocaram Samassumuquim para herdar a Babilônia e as partes do sul de seu império. Os tratados elaborados por Assaradão são um tanto obscuros quanto ao relacionamento que ele pretendia que seus dois filhos tivessem. É claro que Assurbanipal era o principal herdeiro do império e que Samassumuquim deveria fazer-lhe um juramento de fidelidade, mas outras partes também especificam que Assurbanípal não deveria interferir nos assuntos de Samassumuquim, o que indica mais posição igual. Os dois príncipes herdeiros logo se envolveram fortemente com a política assíria, o que tirou parte do fardo dos ombros de seu pai doente.
A mãe de Assaradão, Naquia, garantiu que quaisquer inimigos e pretendentes em potencial fizessem um juramento de apoiar a ascensão de Assurbanípal ao trono assírio, outro passo para evitar o derramamento de sangue que havia começado o próprio reinado de Assaradão. A fim de garantir a sucessão de Assurbanípal e Samassumuquim, o próprio Assaradão também concluiu tratados de sucessão com pelo menos seis governantes independentes no leste e com vários de seus próprios governadores fora do coração da Assíria em 672 a.C.. Talvez o principal fator motivador para a criação desses tratados tenha sido a possibilidade de seus irmãos, particularmente Adrameleque, ainda estarem vivos e buscarem reivindicar o trono assírio. Algumas inscrições sugerem que eles estavam vivos e livres até 673 a.C..

### Conquista do Egito e os reis substitutos
Nos primeiros meses de 671 a.C., Assaradão marchou novamente contra o Egito. O exército reunido para esta segunda campanha egípcia era consideravelmente maior do que o que Assaradão havia usado em 673 a.C. e ele marchou a uma velocidade muito mais lenta para evitar os problemas que afetaram sua tentativa anterior. Em seu caminho, ele passou por Harã, uma das principais cidades do oeste de seu império. Aqui, uma profecia foi revelada ao rei, prevendo que a conquista do Egito por Assaradão seria um sucesso. De acordo com uma carta enviada a Assurbanípal após a morte de Assaradão, a profecia foi a seguinte:

Quando Assaradão marchou para o Egito, um templo de madeira de cedro foi erguido em Harã. Lá, o deus Sim foi entronizado em uma coluna de madeira, duas coroas em sua cabeça, e em pé na frente dele estava o deus Nusca. Assaradão entrou e colocou as coroas em sua cabeça, e o seguinte foi proclamado: 'Você deve ir e conquistar o mundo!' E ele foi e conquistou o Egito.
Três meses após ter recebido essa profecia, as forças de Assaradão foram vitoriosas em sua primeira batalha contra os egípcios. Apesar da profecia e do sucesso inicial, Assaradão não estava convencido de sua própria segurança. Apenas onze dias depois de derrotar os egípcios, ele realizou o ritual do "rei substituto", um antigo método assírio destinado a proteger e proteger o rei do perigo iminente anunciado por algum tipo de presságio. Assaradão havia realizado o ritual no início de seu reinado, mas desta vez o deixou incapaz de comandar a invasão do Egito.

O Império Neoassírio em, após a invasão bem-sucedida de Assaradão do Egito.

O ritual do "rei substituto" envolvia o monarca assírio se escondendo por cem dias, durante os quais um substituto (de preferência um com deficiência mental) tomava o lugar do rei dormindo na cama real, vestindo a coroa e as vestes reais e comendo os comida do rei. Durante esses cem dias, o verdadeiro rei permaneceu escondido e era conhecido apenas sob o pseudônimo de "o fazendeiro". O objetivo do ritual era que qualquer mal intencionado para o rei se concentrasse no rei substituto, que foi morto independentemente de algo ter acontecido no final dos cem dias, mantendo o verdadeiro monarca seguro.
Qualquer que fosse o presságio que Assaradão estava temendo, ele sobreviveu a 671 a.C. e realizaria o ritual duas vezes durante os dois anos que se seguiram, o que o deixou incapaz de cumprir seus deveres como rei assírio por um total de quase um ano. Durante esse tempo, a maior parte da administração civil de seu império era supervisionada por seus príncipes herdeiros e o exército no Egito provavelmente era comandado por seu eunuco-chefe, Assurnasir. O exército assírio derrotou os egípcios em duas batalhas adicionais e conquistou e saqueou com sucesso a capital egípcia de Mênfis. O exército assírio também foi forçado a lutar contra alguns de seus vassalos no Levante, como Baal de Tiro, que se aliou aos egípcios contra Assaradão.
Embora o faraó Taraca tenha escapado, Assaradão capturou a família do faraó, incluindo seu filho e esposa, e a maior parte da corte real, que foi enviada de volta para a Assíria como reféns. Governadores leais ao rei assírio foram colocados no comando dos territórios conquistados. Em sua estela da vitória, erguida para comemorar a derrota do Egito, Assaradão é retratado em uma pose majestosa com uma maça de guerra em sua mão e um rei vassalo ajoelhado diante dele. Também presente está o filho do faraó derrotado, ajoelhado e com uma corda em volta do pescoço. A conquista resultou na realocação de um grande número de egípcios para o coração da Assíria. Em um trecho do texto inscrito em sua estela de vitória, Assaradão descreve a conquista com as seguintes palavras:
Eu matei multidões dele [por exemplo, Taraca], homens e eu o golpeamos cinco vezes com a ponta do meu dardo, com feridas das quais não houve recuperação. Mênfis, sua cidade real, em meio dia, com minas, túneis, assaltos, sitiei, capturei, destruí, arrasei, queimei com fogo. Sua rainha, seu harém, Usanauru, seu herdeiro, e o resto de seus filhos e filhas, sua propriedade e seus bens, seus cavalos, seu gado, suas ovelhas, em incontáveis números, levei para a Assíria. A raiz de Cuxe eu arranquei do Egito e ninguém escapou para se submeter a mim. Em todo o Egito, indiquei novos reis, vice-reis, governadores, comandantes, supervisores e escribas. Ofertas e taxas fixas que estabeleci para Assur e os grandes deuses de todos os tempos; meu tributo real e imposto, anualmente sem cessar, eu impus sobre eles.
Eu tinha uma estela feita com meu nome inscrito nela e nela fiz com que fosse escrito a glória e valor de Assur, meu senhor, minhas ações poderosas, como eu fui para e da proteção de Assur, meu senhor, e o poder da minha mão conquistadora. Para o olhar de todos os meus inimigos, até o fim dos dias, eu o armei.

### Conspiração de 671–670 a.C.

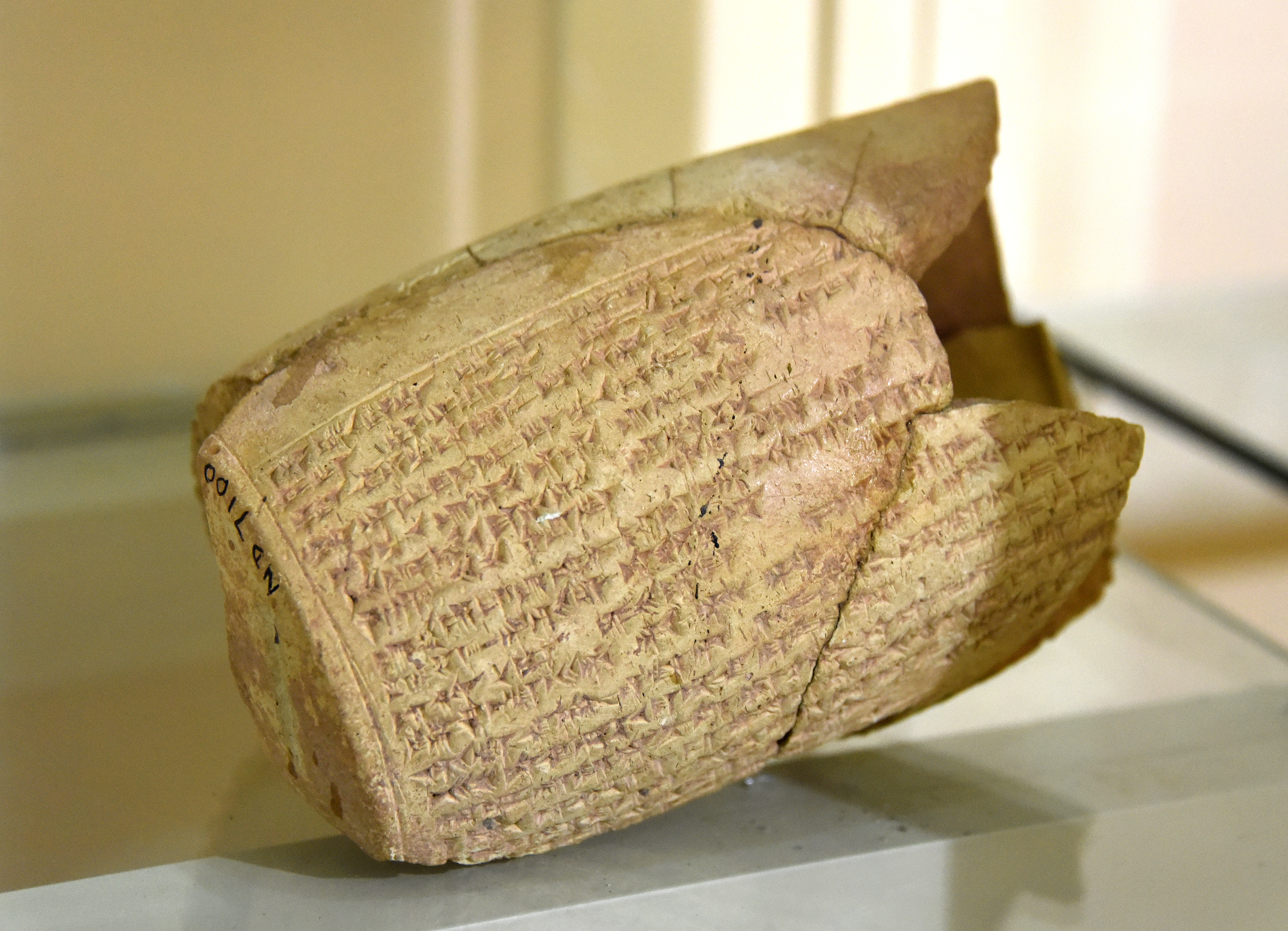
Cilindro com uma inscrição de Assaradão de seu palácio em Ninrude. Exibido no Museu da Civilização de Arbil.

Logo após a vitória de Assaradão no Egito, a notícia se espalhou por todo seu império sobre uma nova profecia em Harã. Visto que Assaradão conquistou o Egito e provou a profecia anterior da cidade corretamente, os oráculos de Harã eram vistos como confiáveis. A profecia, falada por uma mulher extática, foi a seguinte:

Esta é a palavra do deus Nuscu: A realeza pertence a Sasi. Vou destruir o nome e a semente de Senaqueribe!
O significado da profecia era claro: forneceu um possível fundamento religioso para uma revolta contra o governo de Assaradão ao declarar todos os descendentes de Senaqueribe como usurpadores. É possível que a condição da pele de Assaradão tenha se tornado aparente durante sua visita a Harã, o que pode ser a razão para declará-lo ilegítimo. A identidade do Sasi que foi proclamado como o rei legítimo é desconhecida, mas ele deve ter sido conectado à realeza assíria anterior de alguma maneira, pois de outra forma não teria sido elegível para o trono. É possível que ele fosse um descendente do avô de Assaradão, Sargão II. Sasi conseguiu reunir uma grande quantidade de apoio em todo o império rapidamente, até mesmo reunindo o eunuco-chefe de Assaradão, Assurnassar, para seu lado.
Não demorou muito para que Assaradão soubesse da conspiração. Por causa de sua paranoia, Assaradão tinha uma vasta rede de informações de servos em todo o império, que juraram relatá-lo assim que soubessem de qualquer ação planejada contra ele. Por meio desses relatórios, Assaradão foi informado de que os apoiadores de Sasi eram ativos não apenas em Harã, mas também na Babilônia e no coração da Assíria. Por um tempo, Assaradão simplesmente coletou informações sobre as atividades dos conspiradores e temendo por sua vida, realizou o ritual do "rei substituto" pela segunda vez em 671 a.C., apenas três meses depois de tê-lo concluído anteriormente.
Assim que o ritual foi concluído, Assaradão emergiu do esconderijo e massacrou brutalmente os conspiradores, o segundo expurgo durante seu reinado. O destino de Sasi e da mulher que o proclamou rei é desconhecido, mas é provável que tenham sido capturados e executados. Devido à extensão dos oficiais mortos, a estrutura administrativa da Assíria sofreu mais do que em muitos anos. Nos primeiros meses de 670 a.C., nenhum funcionário foi escolhido para selecionar o nome do ano, algo extremamente raro na história da Assíria. Os vestígios de vários edifícios em várias cidades, que se acredita terem sido as casas de apoiantes de Sasi, foram datados como tendo sido destruídos em 670 a.C.. As consequências da conspiração viram Assaradão aumentar consideravelmente a segurança.

### Morte

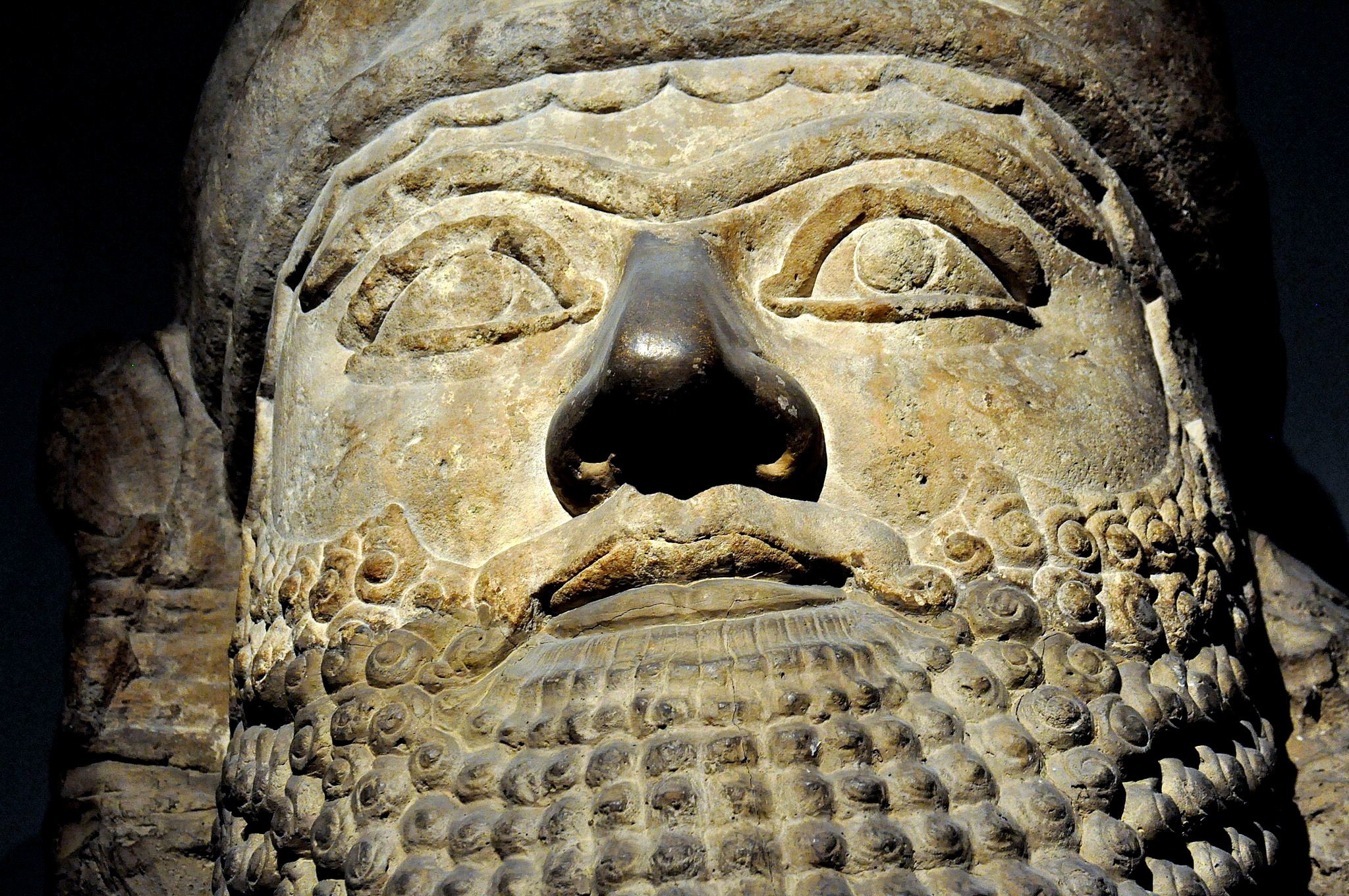
Chefe de um lamassu do palácio de Assaradão em Ninrude, por volta de. Exibido no Museu Britânico.

Embora tenha sobrevivido com sucesso à conspiração, Assaradão permaneceu doente e paranoico. Apenas um ano depois, em 669 a.C., ele realizou mais uma vez o ritual do "rei substituto". Por volta dessa época, o derrotado faraó Taraca apareceu do sul e, talvez combinado com a situação política caótica dentro da Assíria, inspirou o Egito a tentar se libertar do controle de Assaradão.
Assaradão recebeu a notícia dessa rebelião e soube que até mesmo alguns de seus próprios governadores que ele havia nomeado no Egito haviam parado de pagar tributo a ele e se juntado aos rebeldes. Depois de emergir de seus cem dias de esconderijo, aparentemente relativamente saudável para seus padrões, Assaradão partiu para fazer campanha contra o Egito pela terceira vez. O rei morreu em Harã em 1 de novembro de 669 a.C., antes de chegar à fronteira egípcia. A ausência de evidências em contrário sugere que sua morte foi natural e inesperada.
Após a morte de Assaradão, seus filhos Assurbanípal e Samassumuquim ascenderam com sucesso aos tronos da Assíria e da Babilônia sem turbulência política e derramamento de sangue, o que significa que os planos de sucessão de Assaradão foram um sucesso, pelo menos inicialmente.

## Diplomacia

### Diplomacia com os árabes

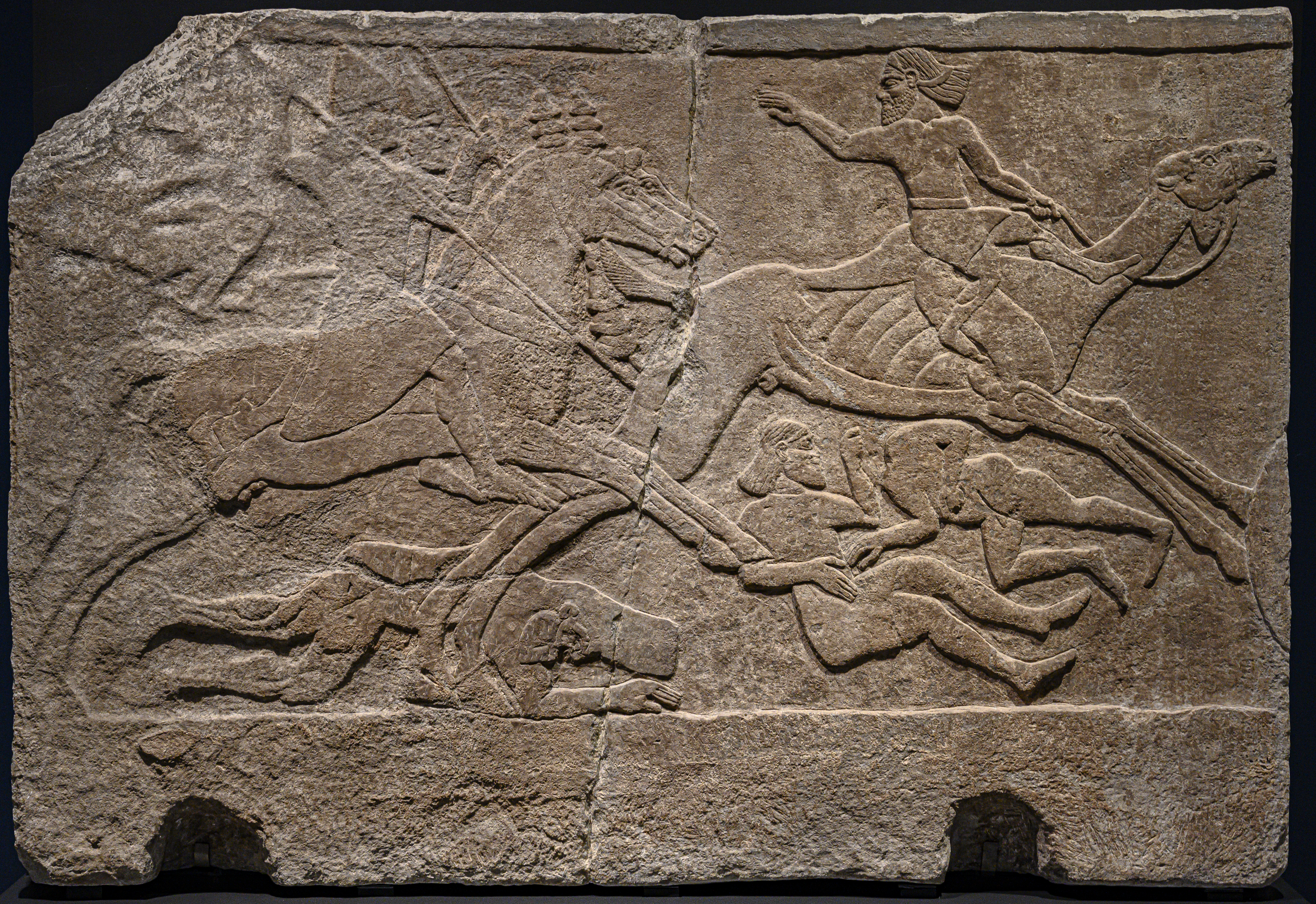
Relevo assírio retratando a batalha com cavaleiros de camelo, do Palácio Central de Ninrude, Tiglate-Pileser III,, Museu Britânico

O apoio das tribos árabes da Península do Sinai foi crucial na campanha de Assaradão no Egito em 671 a.C.. Assaradão também estava determinado a manter a lealdade das tribos árabes que haviam sido subjugadas por seu pai na Península Arábica, especialmente em torno da cidade de Adumatu. O rei de Adumatu, Hazael, prestou homenagem a Assaradão e lhe enviou vários presentes, que foram retribuídos por Assaradão através da devolução das estátuas dos deuses de Hazael que haviam sido apreendidas por Senaqueribe anos antes. Quando Hazael morreu e foi sucedido por seu filho Iauta, a posição de Iauta como rei foi reconhecida por Assaradão, que também ajudou o novo rei a derrotar uma rebelião contra seu governo. Logo depois disso, Iauta se rebelou contra Assaradão e embora tenha sido derrotado pelo exército assírio, ele manteve sua independência com sucesso até o reinado de Assurbanípal.
Assaradão também indicou com sucesso uma mulher que havia sido criada no palácio real assírio, Tabua, como "rainha dos árabes" e permitiu que ela voltasse para governar seu povo. Em outro episódio, Assaradão invadiu o país de "Baza" em 676 a.C. (supostamente localizado no leste da Península Arábica) após ser solicitado ajuda por um rei local de uma cidade chamada Iadi. A campanha aparentemente viu os assírios derrotando oito reis desta região e concedendo suas conquistas ao rei de Iadi.

### Diplomacia com os medos
O reinado de Assaradão viu muitos dos medos se tornarem vassalos assírios. Os exércitos de Assaradão provaram aos medos que a Assíria era uma grande potência a ser temida quando os assírios derrotaram os reis medos Eparna e Sidirparna perto do Monte Bicni (cuja localização é desconhecida além de estar localizada em algum lugar na Média central) em algum ponto antes de 676 a.C.. Como resultado dessa vitória, muitos dos medos voluntariamente juraram lealdade à Assíria, trouxeram presentes para Nínive e permitiram que Assaradão nomeasse governadores assírios para suas terras.
Quando Assaradão fez seus súditos jurarem cumprir seus desejos em relação à sucessão de Assurbanípal e Samassumuquim, alguns dos vassalos que juraram lealdade a seus sucessores eram governantes e príncipes da Média. As relações de Assaradão com os medos nem sempre foram pacíficas, pois há registros de ataques medos contra a Assíria até 672 a.C. e os medos são constantemente mencionados nos pedidos de Assaradão a seu oráculo como inimigos em potencial da Assíria. Entre os principais rivais de Assaradão na Média estava uma figura que os assírios chamavam de Castariti, que invadiu o território assírio. Este rei talvez seja idêntico a Fraortes, o segundo rei do Império Medo.

## Família e filhos

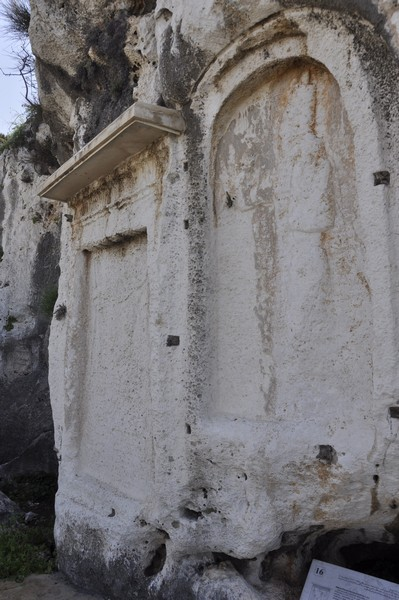
Estelas comemorativas de Nar Elcalbe por Assaradão (à direita) e o faraó egípcio Ramessés II (à esquerda) pelo estuário do rio Nar Elcalbe, no Líbano.

Assaradão teve pelo menos 18 filhos. Algumas dessas crianças sofriam de doenças constantes, semelhantes a Assaradão, e exigiam atenção médica permanente e constante dos médicos da corte. Cartas contemporâneas de súditos de Assaradão discutindo os "numerosos filhos" do rei confirmam que sua família era considerada grande pelos antigos padrões assírios. Os filhos de Assaradão conhecidos pelo nome são os seguintes:
- Seruaeterate (em acádio: Šeru'a-eṭirat)[67] - a mais velha das filhas de Assaradão e a única conhecida pelo nome, Seruaeterate era mais velha que Assurbanípal e pode ter sido a mais velha de todos os filhos de Assaradão. Ela ocupou uma posição de importância na corte de Assaradão e na corte posterior de Assurbanípal, conforme atestado por numerosas inscrições.[68]
- Sinadinapli (em acádio: Sîn-nadin-apli)[67]  - Filho mais velho de Assaradão e príncipe herdeiro de 674 a.C. até sua morte inesperada em 672 a.C..[47][67]
- Samassumuquim (em acádio: Šamaš-šumu-ukin)[67] - O segundo filho mais velho de Assaradão,[67] príncipe herdeiro da Babilônia 672-669 a.C. e rei da Babilônia posteriormente.[47]
- Samasmetubalite (em acádio: Šamaš-metu-uballiṭ)[67] - possivelmente o terceiro filho mais velho de Assaradão.[67] Seu nome, que significa "Samas trouxe os mortos à vida", sugere que ele sofreu de problemas de saúde ou teve um parto difícil. Ele ainda estava vivo por volta de 672 a.C. e sua saúde pode ser a razão pela qual ele foi negligenciado em favor de seu irmão mais novo como herdeiro. É possível que Samasmetubalite não aceitou a sucessão de Assurbanípal e pagou por isso com sua vida.[69]
- Assurbanípal (em acádio: Aššur-bāni-apli)[70] - possivelmente o quarto filho mais velho de Assaradão,[67] príncipe herdeiro da Assíria 672-669 a.C. e rei da Assíria depois disso.[47]
- Assurtaquisaliblute (em acádio: Aššur-taqiša-libluṭ)[67] - possivelmente o quinto filho mais velho de Assaradão.[69] Acredita-se que tenha sido uma criança doente, possivelmente morta antes de 672 a.C..[71]
- Assurmuquimpaleia (em acádio: Aššur-mukin-pale'a)[67] - possivelmente o sexto filho mais velho de Assaradão.[69] Provavelmente nascido depois que Assaradão já era rei. Foi feito sacerdote em Assur durante o reinado de Assurbanípal.[71]
- Assuretelsamersetimubalissu (em acádio: Aššur-etel-šamê-erṣeti-muballissu)[67]  - possivelmente o sétimo filho mais velho de Assaradão.[69] Provavelmente nascido depois que Assaradão já era rei. Foi feito sacerdote em Harã durante o reinado de Assurbanípal.[71]
- Assursarranimubalissu (em acádio: Aššur-šarrani-muballissu)[72] - atestado apenas em uma única letra, é possível que Assursarranimubalissu seja idêntico a Assuretelsamersetimubalissu.[72]
- Simperuquim (em acádio: Sîn-per'u-ukin)[72] - conhecido por uma carta perguntando quando era apropriado visitar o rei e outra carta na qual ele é descrito como saudável.[72]

A partir das inscrições, pode-se verificar que Assaradão tinha várias esposas, já que seus tratados de sucessão diferenciam entre "filhos nascidos da mãe de Assurbanípal" e "o resto dos filhos engendrados por Assaradão". Apenas o nome de uma dessas esposas, Esar-Hamate (em acádio: Ešarra-ḫammat) é conhecido. Esar-Hamate é conhecido principalmente por fontes após sua morte, especialmente em relação ao mausoléu que Assaradão construído para ela. Ela foi provavelmente a principal esposa de Assaradão, sendo descrita como "sua rainha". É incerto qual dos muitos filhos de Assaradão eram dela.

## Legado

### Assíria após a morte de Assaradão

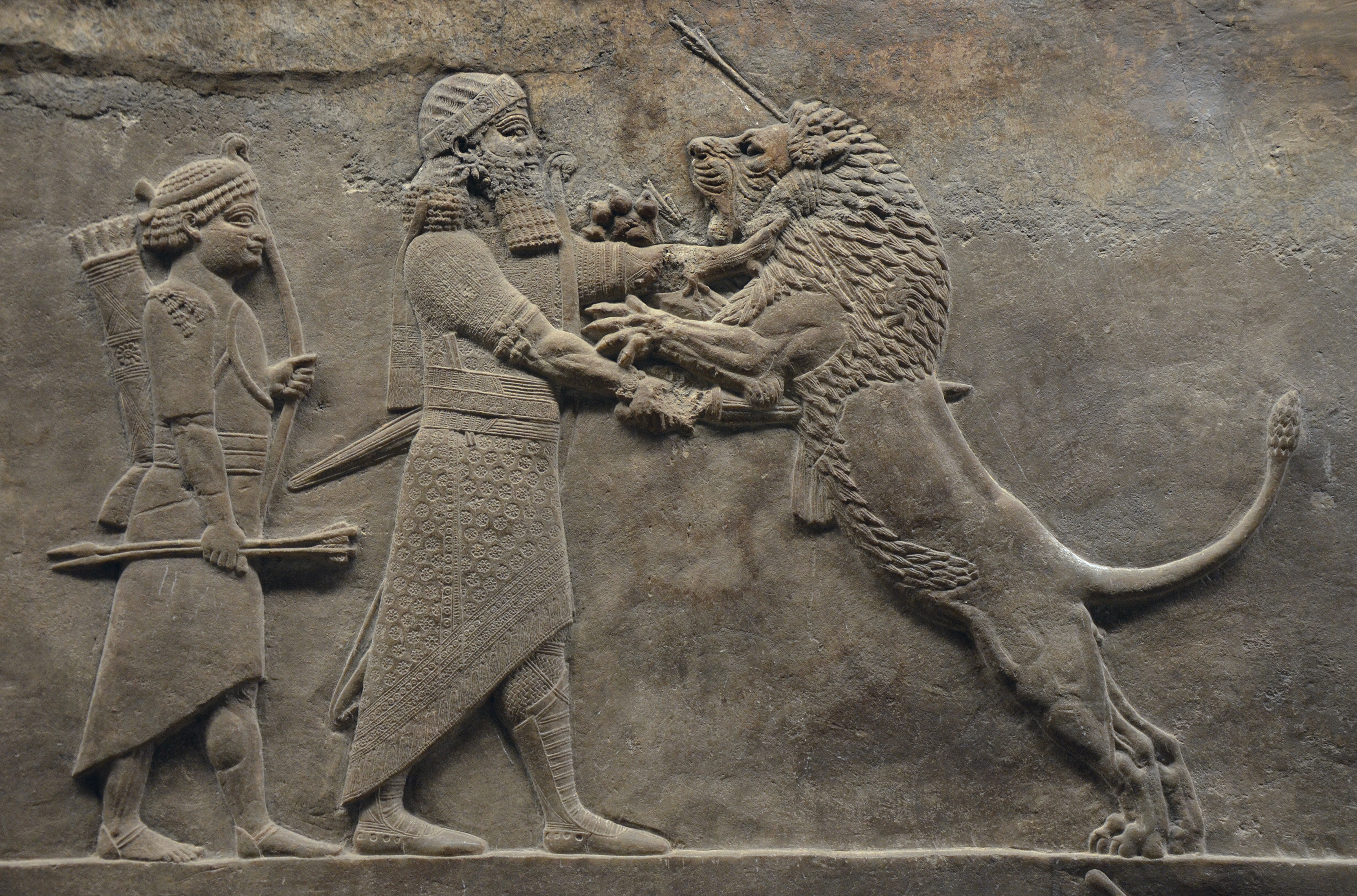
O sucessor de Assaradão, Assurbanípal, retratado na Caça ao Leão de Assurbanípal.

Após a morte de Assaradão, seu filho Assurbanípal se tornou o rei da Assíria. Depois de assistir à coroação de seu irmão, Samassumuquim devolveu a estátua roubada de Bel à Babilônia e se tornou o rei da Babilônia. Na Babilônia, Assurbanípal patrocinou um luxuoso festival de coroação para seu irmão. Apesar de seu título real, Samassumuquim era um vassalo de Assurbanípal; Assurbanípal continuou a oferecer os sacrifícios reais na Babilônia (tradicionalmente oferecidos pelo monarca babilônico) e os governadores do sul eram assírios. O exército e os guardas presentes no sul também eram assírios. A maior parte do reinado inicial de Samassumuquim na Babilônia foi passada pacificamente, restaurando fortalezas e templos.
Depois que ele e seu irmão foram devidamente empossados como monarcas, Assurbanípal partiu em 667 a.C. para completar a campanha final inacabada de Assaradão contra o Egito. Em sua campanha de 667 a.C., Assurbanípal marchou para o sul até Tebas, saqueando em seu caminho e, após a vitória, deixou a união dos faraós Psamético I (que havia sido educado na corte de Assaradão) e Neco I como governantes vassalos. Em 666-665 a.C., Assurbanípal derrotou uma tentativa de Tanutamon, sobrinho do faraó Taraca, de retomar o Egito.
Conforme Samassumuquim ficava mais forte, ele ficava cada vez mais interessado em se tornar independente de seu irmão. Em 652 a.C., Samassumuquim aliou-se a uma coalizão de inimigos da Assíria, incluindo Elão, Cuxe e os caldeus, e proibiu Assurbanípal de qualquer sacrifício adicional em qualquer cidade do sul. Isso levou a uma guerra civil que se arrastou por quatro anos. Por volta de 650 a.C., a situação de Samassumuquim parecia sombria, com as forças de Assurbanípal sitiando Sipar, Borsipa, Cuta e a própria Babilônia. Babilônia finalmente caiu em 648 a.C. e foi saqueada por Assurbanípal. Samassumauquim morreu, possivelmente cometendo suicídio.
Ao longo de seu longo reinado, Assurbanípal faria campanha contra todos os inimigos e rivais da Assíria. Após a morte de Assurbanípal, seus filhos Assuretililani e Sinsariscum mantiveram o controle de seu império por um tempo, mas durante seus reinados muitos dos vassalos da Assíria aproveitaram a oportunidade para se declararem independentes. De 627 a 612 a.C., o Império Assírio efetivamente se desintegrou e uma coalizão de inimigos assírios, liderados principalmente pelo Império Medo e pelo Império Neobabilônico recém-independente, avançou para o interior da Assíria. Em 612 a.C., a própria Nínive foi saqueada e arrasada. Assíria caiu com a derrota de seu último rei, Assurubalite II, em Harã em 609 a.C..

### Avaliação pelos historiadores
Assaradão, seu predecessor Senaqueribe e seu sucessor Assurbanípal são reconhecidos como três dos maiores reis assírios. Ele é tipicamente caracterizado como mais gentil e brando do que seu antecessor, envidando maiores esforços para pacificar e integrar os povos que conquistou. O rei foi descrito como um dos governantes neoassírios mais bem-sucedidos por conta de suas muitas realizações, incluindo a subjugação do Egito, o controle bem-sucedido e pacífico da notoriamente rebelde Babilônia e seus ambiciosos projetos de construção. De acordo com a assirióloga Karen Radner, Assaradão emerge mais claramente como um indivíduo a partir de fontes disponíveis do que todos os outros reis assírios. A maioria dos reis assírios é conhecida apenas por suas inscrições reais, mas a década de governo de Assaradão está excepcionalmente bem documentada porque muitos outros documentos datados de seu reinado, como correspondência da corte, também sobreviveram.
Assurbanípal, que seria famoso por reunir antigas obras literárias da Mesopotâmia para sua famosa biblioteca, já havia começado a coletar tais obras durante o reinado de Assaradão. É possível que Assaradão seja creditado por encorajar a coleta e educação de Assurbanípal.

## Títulos

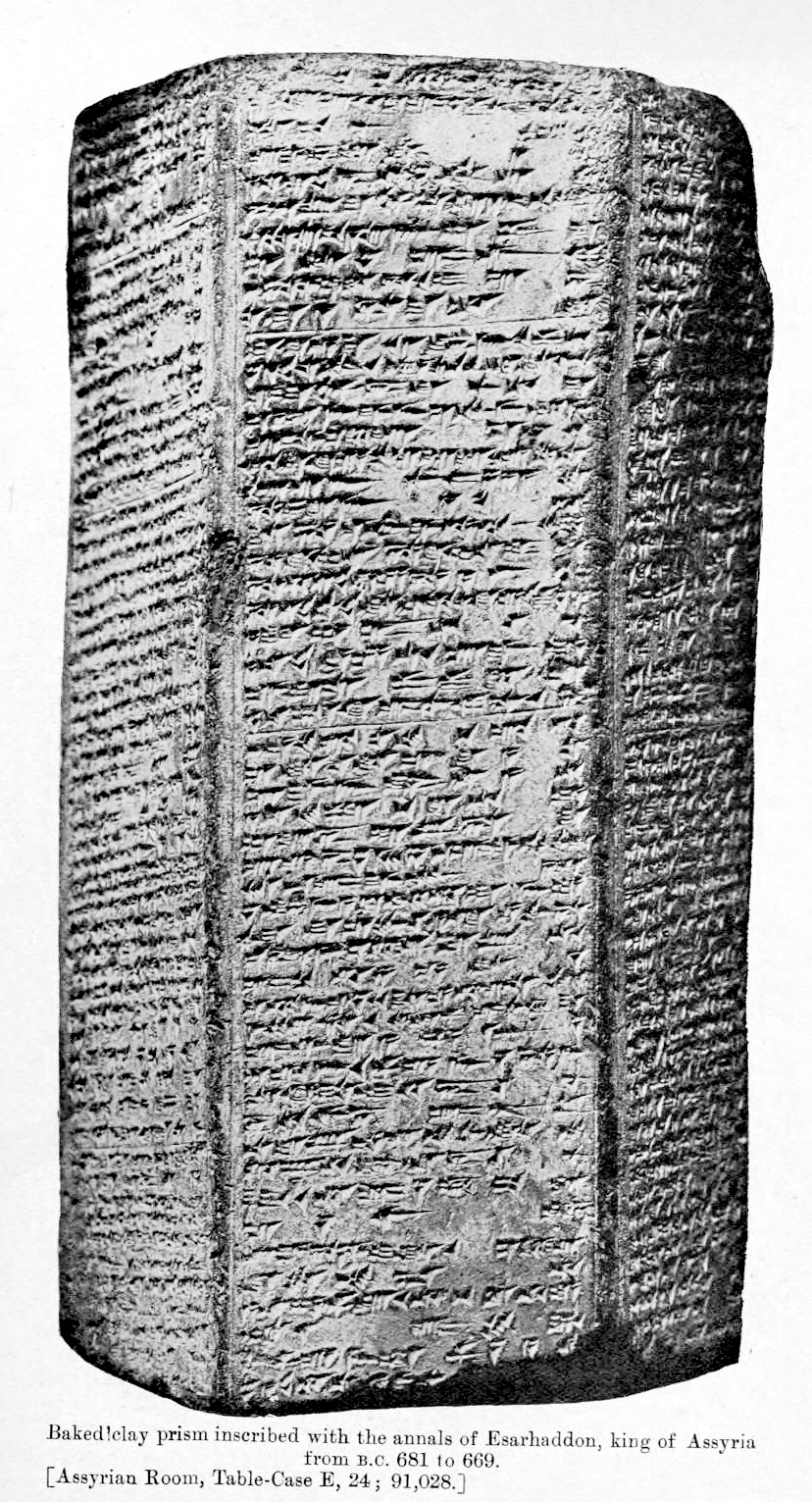
O mais bem preservado dos cilindros de Assaradão, Museu Britânico BM 91028.

Em uma inscrição que descreve sua nomeação como príncipe herdeiro e sua ascensão ao poder, Assaradão usa os seguintes títulos reais:
Assaradão, o grande rei, rei da Assíria, vice-rei da Babilônia, rei da Suméria e Acádia, rei das quatro regiões da terra, favorito dos grandes deuses, seus senhores. A quem Assur, Marduque e Nabu, Istar de Nínive e Istar de Arbela, [parte faltando] e cujo nome eles nomearam para a realeza.
Em outra inscrição, os títulos de Assaradão são os seguintes:
Assaradão, o grande rei, o poderoso rei, rei do Universo, rei da Assíria, vice-rei da Babilônia, rei da Suméria e Acádia, filho de Senaqueribe, o grande rei, o poderoso rei, rei da Assíria, neto de Sargão, o grande rei, o rei poderoso, rei da Assíria; que sob a proteção de Assur, Sim, Samas, Nabu, Marduque, Istar de Nínive, Istar de Arbela, os grandes deuses, seus senhores, fez seu caminho do nascer ao pôr do sol, sem rival.
Uma versão mais longa dos títulos reais de Assaradão e uma ostentação de seus presentes dos deuses, preservada em outra de suas inscrições, diz:
Eu sou Assaradão, rei do Universo, rei da Assíria, poderoso guerreiro, primeiro entre todos os príncipes, filho de Senaqueribe, rei da Assíria, neto de Sargão, rei do universo, rei da Assíria. Criatura de Assur e Ninlil, amado de Sim e Samas, favorito de Nabu e Marduque, objeto da afeição da Rainha Istar, desejo do coração dos grandes deuses; os poderosos, os sábios, atenciosos e sábios, a quem os grandes deuses chamaram à realeza para a restauração das imagens dos grandes deuses e a reconstrução completa dos santuários de cada metrópole. Construtor do templo de Assur, restaurador de Esagila e da Babilônia, que restaurou as imagens dos deuses e deusas que ali habitavam, que devolveram os deuses cativos das terras de Assur aos seus lugares e os fizeram morar em habitações pacíficas, até que ele teve restaurou completamente todos os templos e instalou os deuses em seus santuários, para habitarem ali eternamente.
Fui eu quem marchou triunfante, confiando em seu poder, do nascer ao pôr do sol, e não tinha rival, que trouxe em submissão a meus pés os príncipes dos quatro quartos do mundo. Contra todas as terras que se rebelaram contra Assur, eles me enviaram. Assur, pai dos deuses, ele me encarregou de fazer os homens se estabelecerem e viverem em paz, para estender as fronteiras da Assíria. Pecado, senhor da tiara - poder, masculinidade, bravura - ele fez a minha sorte. Samas, luz dos deuses, - ao meu honrado nome ele trouxe a mais alta fama. Marduque, rei dos deuses, - ele fez o medo do meu governo dominar as terras dos quatro quartos do mundo como um poderoso furacão. Nergal, o todo-poderoso entre os deuses, - medo, terror, esplendor impressionante, ele me concedeu como um presente. Istar, rainha da batalha e da guerra, - um arco poderoso, um dardo monstruoso, ela me deu de presente.